# 972

972(구백칠십이)는 971보다 크고 973보다 작은 자연수다.

## 수학
- 합성수로, 그 약수는 총 18개다. (1, 2, 3, 4, 6, 9, 12, 18, 27, 36, 54, 81, 108, 162, 243, 324, 486, 972)
  - 972의 진약수의 합은 1576이므로, 972는 과잉수다.
- 13번째 아킬레스 수이자, 가장 큰 세 자리 아킬레스 수다. 앞의 아킬레스 수는 968, 다음은 1125다.
- {\displaystyle 53^{18}-1}은 972로 나누어떨어진다.

## 과학
- NGC 972(영어판): 양자리 방향에 있는 나선은하.
- 972 코니아(영어판): 소행성.

## 교통
- 972번 홋카이도도(일본어판)

## 군사
- U-972(영어판, 독일어판): 제2차 세계 대전에 사용된 나치 독일의 군용 잠수함.

## 문화유산
- 대한민국의 보물 제972호: 재조본 유가사지론 권55

## 방송
- 텔레비전
  - 지니 TV의 EBS 플러스 1 채널 번호.
  - B tv의 SBS 골프 2 채널 번호.
  - U+ TV의 프랑스 방송인 InUltra 채널 번호.
  - B tv 케이블의 골프앤PBA 채널 번호.
- 라디오
  - AM 972kHz: KBS 한민족방송 제1방송의 라디오 주파수.

## 기타
- 연도: 972년, 기원전 972년